# Lengua sarcee
Plantilla:Infobox ethnonymLa lengua tsuutʼina, o tsúùtʼínà gūnáhà (también conocida como sarcee o sarsi), : 2  es hablado por el Pueblo Sarsi, cuya reserva y comunidad está cerca de Calgary, Alberta . Pertenece a la familia lingüística atabascana, que también incluye al navajo y chiricahua del sur, y al dene sulinas y tłı̨chǫ del norte.

## Nomenclatura
El nombre Tsuutʼina proviene de la autodenominación Tsúùtʼínà, que significa "mucha gente", "tribu nación" o "gente entre los castores". Sarcee es un exónimo obsoleto de Siksiká .

## Revitalización del idioma
El sarcee es un idioma en peligro crítico de extinción, con solo 150 hablantes, de los cuales 80 personas la hablan como lengua materna, según el censo canadiense de 2016. La Nación Tsuutʼina ha creado el Instituto Tsuutʼina Gunaha con la intención de formar nuevos hablantes fluidos del idioma. Esto incluye educación de inmersión completa desde jardín de infantes hasta cuarto grado en las escuelas de la Nación Tsuutʼina y la colocación de señales de stop en sarcee en las intersecciones del territorio Tsuutʼina.

## Fonología

### Consonantes
Las consonantes del tsuutʼina se muestrana continuación, con símbolos de la ortografía estándar entre paréntesis:
|             |             | Bilabial | Alveolar | Alveolar  | Alveolar  | Post- alveolar | Velar   | Velar       | Glottal |
| plain       | sibilant    | Bilabial | lateral  | plain     | rounded   | Post- alveolar |         |             | Glottal |
| ----------- | ----------- | -------- | -------- | --------- | --------- | -------------- | ------- | ----------- | ------- |
| Stop        | plain       | p ⟨b⟩[a] | t ⟨d⟩    | ts ⟨dz⟩   | tɬ ⟨dl⟩   | tʃ ⟨j⟩         | k ⟨g⟩   | kʷ ⟨gw⟩[b]  | ʔ ⟨ʔ⟩   |
| Stop        | aspirated   |          | tʰ ⟨t⟩   | tsʰ ⟨ts⟩  | tɬʰ ⟨tł⟩  | tʃʰ ⟨ch⟩       | kʰ ⟨k⟩  | kʷʰ ⟨kw⟩[b] |         |
| Stop        | ejective    |          | tʼ ⟨tʼ⟩  | tsʼ ⟨tsʼ⟩ | tɬʼ ⟨tłʼ⟩ | tʃʼ ⟨chʼ⟩      | kʼ ⟨kʼ⟩ | kʷʼ ⟨kwʼ⟩   |         |
| Fricative   | voiceless   |          |          | s ⟨s⟩     | ɬ ⟨ł⟩     | ʃ ⟨sh⟩         | x ⟨x⟩   |             | h ⟨h⟩   |
| Fricative   | voiced      |          |          | z ⟨z⟩     |           | ʒ ⟨zh⟩         | ɣ ⟨gh⟩  |             |         |
| Nasal       | Nasal       | m ⟨m⟩    | n ⟨n⟩    |           |           |                |         |             |         |
| Approximant | Approximant |          |          |           | l ⟨l⟩     | j ⟨y⟩          |         | w ⟨w⟩       |         |

### Vocales
Existen cuatro cualidades vocálicas fonémicamente distintas en Tsuutʼina: /ia ɒ u/, representada como〈i a o u〉. Mientras que /a/ y /ɒ/ son bastante constantes, /iu/ puede variar considerablemente.
|         | Frente    | Atrás     |
| ------- | --------- | --------- |
| Cerca   | i ~ e ⟨i⟩ | u ~ o ⟨u⟩ |
| Abierto | a ⟨a⟩     | ɒ ⟨o⟩     |

Las vocales también se diferencian por su longitud y tono, de manera semejante a otras lenguas atabascanas, elevando la cantidad total de fonemas vocales del tsuutʼina a 24 (es decir, / ī í ì īː íː ìː ā á à āː áː àː ɒ̄ ɒ́ ɒ̀ ū ú ù ūː úː ùː ɒ̄ː ɒ́ː ɒ̀ː /).
- Las vocales largas se escriben duplicadas, p. ej., aa [aː]
- El tono alto se marca con un acento agudo, p. ej., á
- El tono bajo se marca con un acento grave, p. ej., à
- El tono medio se marca con un macrón, p. ej., ā

## Sustantivos

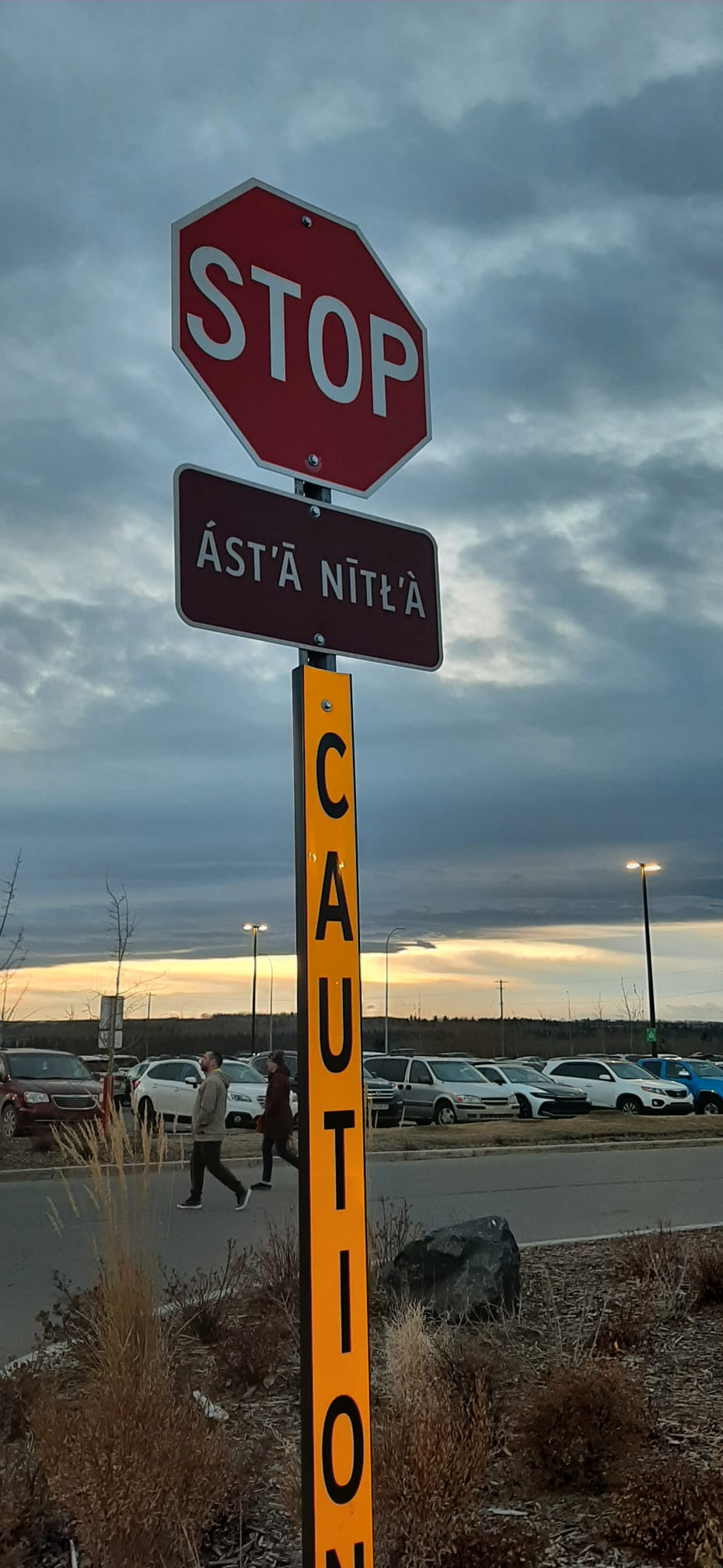
Una señal de pare bilingüe vista en un centro comercial

Los sustantivos del sarcee no se declinan y la mayor parte de los sustantivos plurales no son distintos de los sustantivos singulares. No obstante, los términos de parentesco se diferencianentre su forma singular y plural añadiendo el sufijo -ká (o -kúwá) al final del sustantivo o utilizando la palabra yìná .

### Lista de sustantivos

#### Gente
- marido - kòlà
- hombre, humano - dìná
- esposa - tsʼòyá
- mujer - tsʼìkā
- abuela - is'su
- abuelo - is'sa
- madre - in'na
- padre - it'ta

#### Naturaleza
- Búfalo, vaca - xāní
- Nube - nàkʼús
- Perro - tłí(chʼà)
- Fuego - kù
- Barro, suciedad - gútłʼìs
- Nieve - zòs
- Agua - tú

#### Palabras y frases
- mi nombre es (..) - sizi

### Posesión del sustantivo
Los sustantivos en el sarcee pueden estar en forma libre o poseída. En esta última, los prefijos que se listan a continuación pueden añadirse para indicar posesión. Por ejemplo, a la palabra "más" ("cuchillo") se le puede añadir el prefijo de primera persona para convertirse en "sìmázàʼ ", es decir, "mi cuchillo". Nótese que -mázàʼ es la forma poseída del sustantivo.
Ciertos sustantivos, como "más", como se muestra arriba, alternan entre la forma libre y la poseída. Algunos, como "zòs" ("nieve"), nunca se poseen y solo existen en forma libre. Otros, como "-tsìʼ " ("cabeza"), no tienen forma libre y siempre se poseen.

#### Prefijos típicos de posesión
- 1ª persona - si-
- 2da persona - ni-
- 3ª persona - mi-
- 4.ª persona (atabascano) - ɣi-